# Ajtos
Aïtos, Aytos, Aitos of Ajtos (Bulgaars: Айтос; Turks: Aydos) is een stad en een gemeente in het oosten van Bulgarije. Het is gelegen in de oblast Boergas. De gemeente Ajtos bestaat uit de stad Ajtos en 16 nabijgelegen dorpen. 

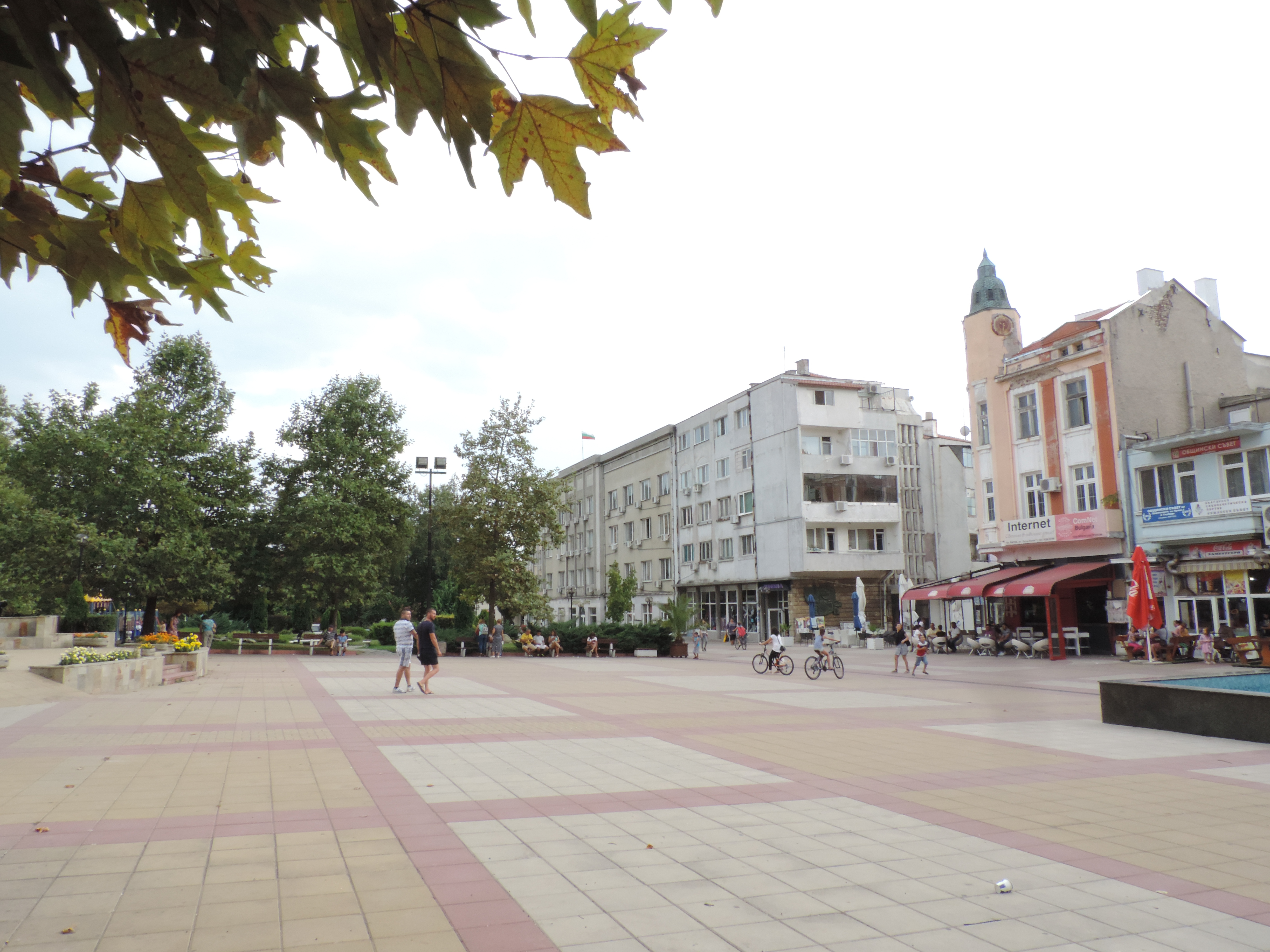
Het centrum van Ajtos

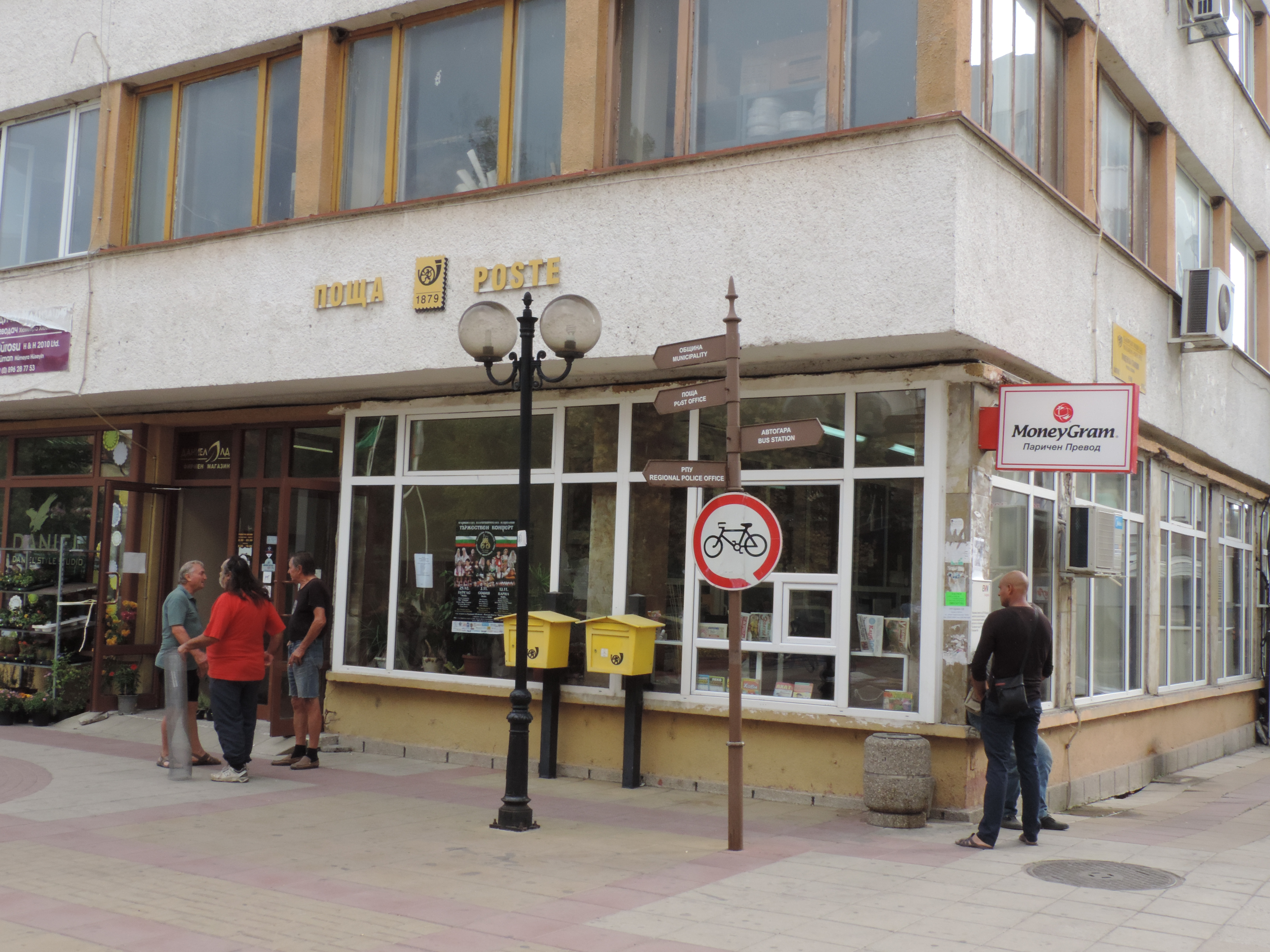
Het postkantoor van Ajtos

## Klimaat
De jaargemiddelde temperatuur in Ajtos is ongeveer 14 °C. De hoogste gemiddelde temperatuur in Ajtos is 25 °C in augustus en de laagste is 2 °C in januari. De jaarlijkse hoeveelheid neerslag bedraagt gemiddeld zo'n 539 millimeter.
| Maand                                               | jan  | feb  | mrt  | apr  | mei  | jun  | jul  | aug  | sep  | okt  | nov  | dec | Jaar |
| --------------------------------------------------- | ---- | ---- | ---- | ---- | ---- | ---- | ---- | ---- | ---- | ---- | ---- | --- | ---- |
| Gemiddeld maximum (°C)                              | 7,0  | 8,4  | 12,4 | 18,7 | 24,4 | 27,5 | 30,6 | 30,8 | 26,7 | 21,2 | 14,6 | 8,1 | 19,2 |
| Gemiddelde temperatuur (°C)                         | 2,2  | 3,2  | 6,8  | 13,1 | 18,8 | 22,2 | 25,1 | 25,2 | 21,0 | 15,9 | 9,5  | 4,4 | 14,0 |
| Gemiddeld minimum (°C)                              | −1,6 | −1,0 | 2,1  | 7,4  | 12,1 | 15,4 | 18,1 | 18,0 | 14,2 | 9,5  | 5,3  | 0,8 | 8,4  |
|                                                     |      |      |      |      |      |      |      |      |      |      |      |     |      |
| Neerslag (mm)                                       | 40   | 35   | 41   | 46   | 59   | 67   | 43   | 36   | 34   | 41   | 54   | 53  | 539  |
| Bron: Климатични данни за избрани български станции |      |      |      |      |      |      |      |      |      |      |      |     |      |

## Bevolking
In 2019 telde de stad Ajtos 19.135 inwoners, een stijging vergeleken met het minimum van 8.680 personen in 1934, maar een daling vergeleken met het maximum van 23.115 personen in 1985. De gemeente Ajtos telde in 2019 zo'n 27.632 inwoners, een daling vergeleken met het maximum van 33.807 personen in 1985. De urbanisatiegraad van de gemeente Ajtos steeg langzaam maar geleidelijk van minder dan 42% in 1934 naar ruim 69% in 2019.
| stad Ajtos     | 8 680  | 9 929  | 13 914 | 17 766 | 20 949 | 23 115 | 22 401 | 21 339 | 20 016 | 19 135 |
| gemeente Ajtos | 20 875 | 21 736 | 24 171 | 28 955 | 31 982 | 33 807 | 32 210 | 30 549 | 28 687 | 27 632 |

#### Etnische samenstelling
De bevolking van de stad Ajtos is vrij gemengd. Volgens de volkstelling van februari 2011 vormden de etnische Bulgaren (12.023 personen; 68,4%) de grootste etnische groep. De grootste minderheden vormden de Bulgaarse Turken (2.997 personen; 17%) en de Roma (2.372 personen; 13,5%).
De bevolking van de gemeente Ajtos is ook gemengd. In de volkstelling van februari 2011 vormden de etnische Bulgaren, met 13.847 personen, ongeveer 53,2% van de bevolking. Naast de stad Ajtos vormden zij in vier nabijgelegen dorpen de meerderheid van de bevolking. De meeste Bulgaren zijn orthodox-christelijk en spreken het Bulgaars als moedertaal. Daarnaast is er een grote Turkse gemeenschap die al eeuwenlang in Ajtos en omgeving leeft. In de volkstelling van 2011 identificeerden 8.766 personen, oftewel 33,7% van de respondenten, zichzelf als etnische Turken. De Bulgaarse Turken woonden voornamelijk op het platteland en vormden in 12 van de 16 dorpen de grootste bevolkingsgroep. Twee dorpen, het dorp Tsjerna Mogila en het dorp Zetjovo, waren in februari 2011 uitsluitend bewoond door etnische Turken. De meeste Turken zijn islamitisch en spreken het Turks als moedertaal. Daarnaast is er ook een relatief grote gemeenschap van de Roma. Zij vormden in februari 2011 ongeveer 11,9% van de respondenten. In het dorp Tsjoekarka vormen ze meer dan één derde van de bevolking en in het dorp Maglen vormen ze bijna een kwart van de bevolking. De meeste Roma zijn islamitisch en spreken het Turks als moedertaal, maar er bestaat ook een relatief grote christelijke minderheid.
| Aitos (stad)     | 20.016 | 68% | 17%  | 13% |
| Karageogrievo    | 1.347  | 1%  | 93%  | 5%  |
| Maglen           | 1.249  | 4%  | 72%  | 23% |
| Topolitsa        | 979    | 30% | 68%  | -   |
| Pesjtersko       | 723    | 4%  | 96%  | -   |
| Pirne            | 622    | 80% | 2%   | 17% |
| Tsjoekarka       | 611    | 1%  | 63%  | 36% |
| Tsjernograd      | 540    | 16% | 72%  | 11% |
| Malka Poljana    | 425    | 2%  | 97%  | -   |
| Karanovo         | 409    | 86% | -    | 1%  |
| Polianovo        | 393    | 4%  | 96%  | -   |
| Sadievo          | 374    | 98% | -    | 1%  |
| Tsjerna Mogila   | 335    | -   | 100% | -   |
| Zetjovo          | 219    | -   | 100% | -   |
| Drjankovets      | 168    | 22% | 77%  | -   |
| Raklinovo        | 156    | 6%  | 94%  | -   |
| Ljaskovo         | 131    | 97% | -    | -   |
| Ajtos (gemeente) | 28.687 | 53% | 34%  | 12% |

#### Religieuze samenstelling
De meeste inwoners zijn lid van de Bulgaars-Orthodoxe Kerk (48%) of islamitisch (38%), met name van soennitische strekking. Minderheden zijn ongodsdienstig, protestants (0,7%) of katholiek (0,4%).

#### Demografische situatie
De demografische situatie in de gemeente Aitos is iets gunstiger vergeleken met de rest van Bulgarije. In 2016 werden er 324 kinderen geboren, terwijl er 354 mensen stierven. De natuurlijke bevolkingsaanwas bedroeg dus -30 personen. Het geboortecijfer van 11,5‰ was hoger dan het Bulgaarse gemiddelde, terwijl het sterftecijfer met 12,5‰ ruim drie promillepunten onder het Bulgaarse gemiddelde lag. De natuurlijke bevolkingsgroei in de gemeente Ajtos (-1,0‰) was gunstiger dan het Bulgaarse gemiddelde (-6,0‰).

## Nederzettingen
De gemeente Ajtos bestaat uit 17 nederzettingen: de stad Ajtos en nabijgelegen 16 dorpen. 
| stad Ajtos     | Айтос         | -                       | 20.016 |
| Karageogrievo  | Карагеоргиево | Çengel (Küçük Çengel)   | 1.347  |
| Maglen         | Мъглен        | Çımalı                  | 1.249  |
| Topolitsa      | Тополица      | Kavak Mahalle           | 979    |
| Pesjtersko     | Пещерско      | Köpekli                 | 723    |
| Pirne          | Пирне         | -                       | 622    |
| Tsjoekarka     | Чукарка       | Tas tepe                | 611    |
| Tsjernograd    | Черноград     | Kara Sarlı              | 540    |
| Malka Poljana  | Малка поляна  | Küçük Alan (Küçük Ali)  | 425    |
| Karanovo       | Караново      | Azaplı                  | 409    |
| Poljanovo      | Поляново      | -                       | 393    |
| Sadievo        | Съдиево       | Kadı Köy                | 374    |
| Tsjerna Mogila | Черна могила  | Kara tepe (tot 1934)    | 335    |
| Zetovo         | Зетьово       | Macarlar                | 219    |
| Drjankovets    | Дрянковец     | Kızılcık                | 168    |
| Raklinovo      | Раклиново     | Sefer Köy               | 156    |
| Ljaskovo       | Лясково       | Aptarazak (Abdülrezzak) | 131    |
| gemeente Aitos | общинс Айтос  | -                       | 28.687 |

Bestuurlijk centrum: Boergas
 Aitos - Boergas - Kameno - Karnobat - Malko Tarnovo- Nesebar - Pomorie - Primorsko - Roeën - Sozopol - Sredets - Soengoerlare - Tsarevo